# Théodore Moretus
Théodore Moretus (también citado como Théodore Moret, de apellido Moerentorf) (Amberes (Bélgica); 9 de febrero de 1602 - Wrocław (Polonia); 6 de noviembre de 1667) fue un sacerdote jesuita belga, matemático y arquitecto. Pasó casi toda su vida en Europa Central, particularmente en el Colegio de Praga, contribuyendo a su reputación como centro científico.

## Biografía
Moretus pertenecía a la familia de uno de los primeros impresores de Amberes, y su madre era la más joven de las hijas de Cristóbal Plantino. Cursó siete años de humanidades antes de ingresar (el 5 de noviembre de 1618) en la Compañía de Jesús, en el noviciado de Malinas. En el transcurso de su formación como jesuita, fue ordenado sacerdote en 1626 en Lovaina. Sus aptitudes para las ciencias (particularmente las matemáticas) fueron apreciadas por el padre Grégoire de Saint-Vincent, que lo tuvo como compañero cuando llegó a Praga (Reino de Bohemia) en enero de 1630. 

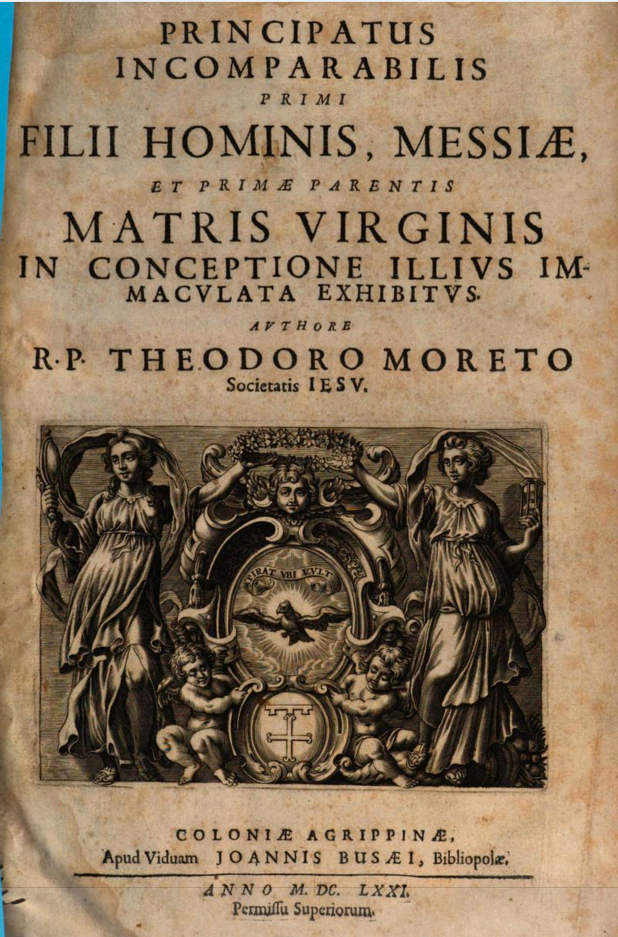
Portada de Principatus Filii Hominis Jesu.

Al año siguiente, la invasión de los suecos durante la Guerra de los Treinta Años fuerza a ambos a abandonar Praga. Mientras que Saint-Vincent regresó a los Países Bajos meridionales, Moretus se retiró a Olomouc (Chequia), donde enseñó filosofía hasta 1634. Debido a la inestabilidad política general que reinaba en la región entre 1631 y 1641, debió mudarse frecuentemente de una ciudad a otra (Znojmo, Jihlava y otras), acompañado de sus estudiantes y discípulos a los que continuaba dando clase. Fue el primero en defender públicamente con éxito tesis de matemáticas en el Clementinum de Praga (en 1641), dando al colegio una sólida reputación científica. Aprendió el alemán y el checo, y pasó tres años (1642-1645) en misiones populares en Breznice y sus aledaños. 
Nuevamente en Praga (julio de 1648), entonces bajo la ocupación de las tropas suecas, enseñó (de 1649 a 1652) escrituras bíblicas y matemáticas en el Colegio de San Clemente (el ‘Clementinum’). Fue director (1652-1656) del colegio de Klatovy, donde supervisó la construcción de la iglesia. Posteriormente volvió a la enseñanza, primero en Neisse (hoy Nysa, en Polonia) y, a partir de 1659, en Breslavia (actualmente Wroclaw), donde murió en 1667. Muy estimado por su erudición y por su sentido espiritual, además de desempeñar sus actividades científicas, fue el director de comunidades de vida cristiana, confesor y guía espiritual de los jóvenes religiosos.

## Eponimia
- El cráter lunar Moretus lleva este nombre en su memoria.[2]

## Obras
Moretus publicó una veintena de trabajos, estando la mitad de ellos dedicados a temas de carácter científico. Los más relevantes son :
- Mathematici tractatus, Prague, 1641.
- Axiomata et conclusioness christianae Philosophiae, Prague, 1646.
- Propositiones mathematicae ex Optica de Imagine Visionis, Bratislava, 1661.
- Tractatus physicomathematicus de aestu maris, Anvers, 1665.
- De luna pascalis et solis motu, Bratislava, 1666.
- De principatu B. Virginis, Anvers, 1670.
- Principatus Filii Hominis Jesu, Cologne, 1695